# Ursia furtiva
Ursia furtiva är en fjärilsart som beskrevs av Blanchard 1971. Ursia furtiva ingår i släktet Ursia och familjen tandspinnare. Inga underarter finns listade i Catalogue of Life.